# Ghelna
Genre
Ghelna est un genre d'araignées aranéomorphes de la famille des Salticidae.

## Distribution
Les espèces de ce genre se rencontrent aux États-Unis et au Canada.

## Liste des espèces
Selon World Spider Catalog (version 18.0, 05/04/2017) :
- Ghelna barrowsi (Kaston, 1973)
- Ghelna canadensis (Banks, 1897)
- Ghelna castanea (Hentz, 1846)
- Ghelna sexmaculata (Banks, 1895)

## Publication originale
- Maddison, 1996 : Pelegrina Franganillo and other jumping spiders formerly placed in the genus Metaphidippus (Araneae: Salticidae). Bulletin of the Museum of Comparative Zoology, vol. 154, n. 4, p. 215-368 (texte intégral).